# Dikkertje Dap

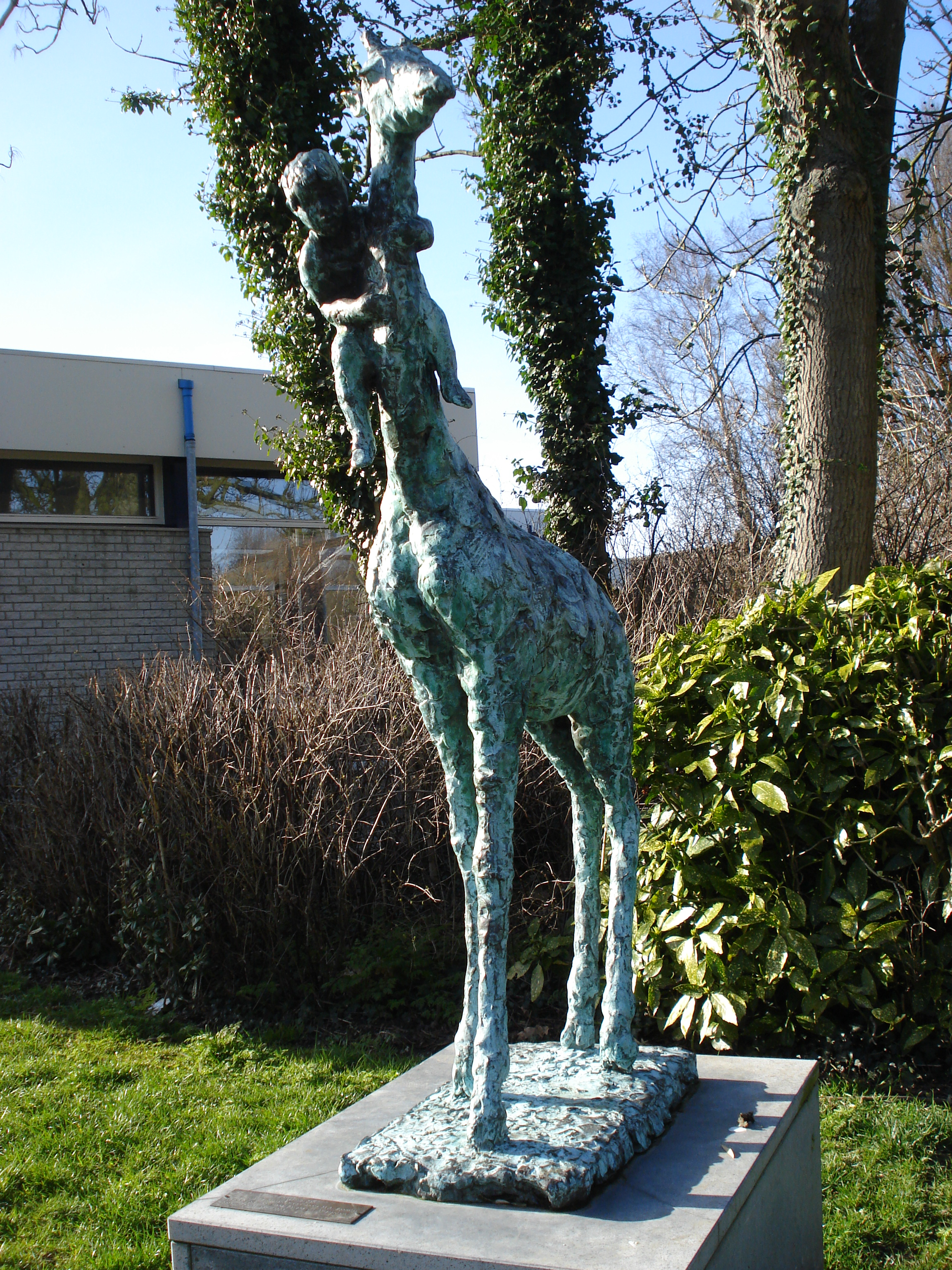
Beeld van Dikkertje Dap van Hans Bayens dat stond in Schmidts geboorteplaats Kapelle

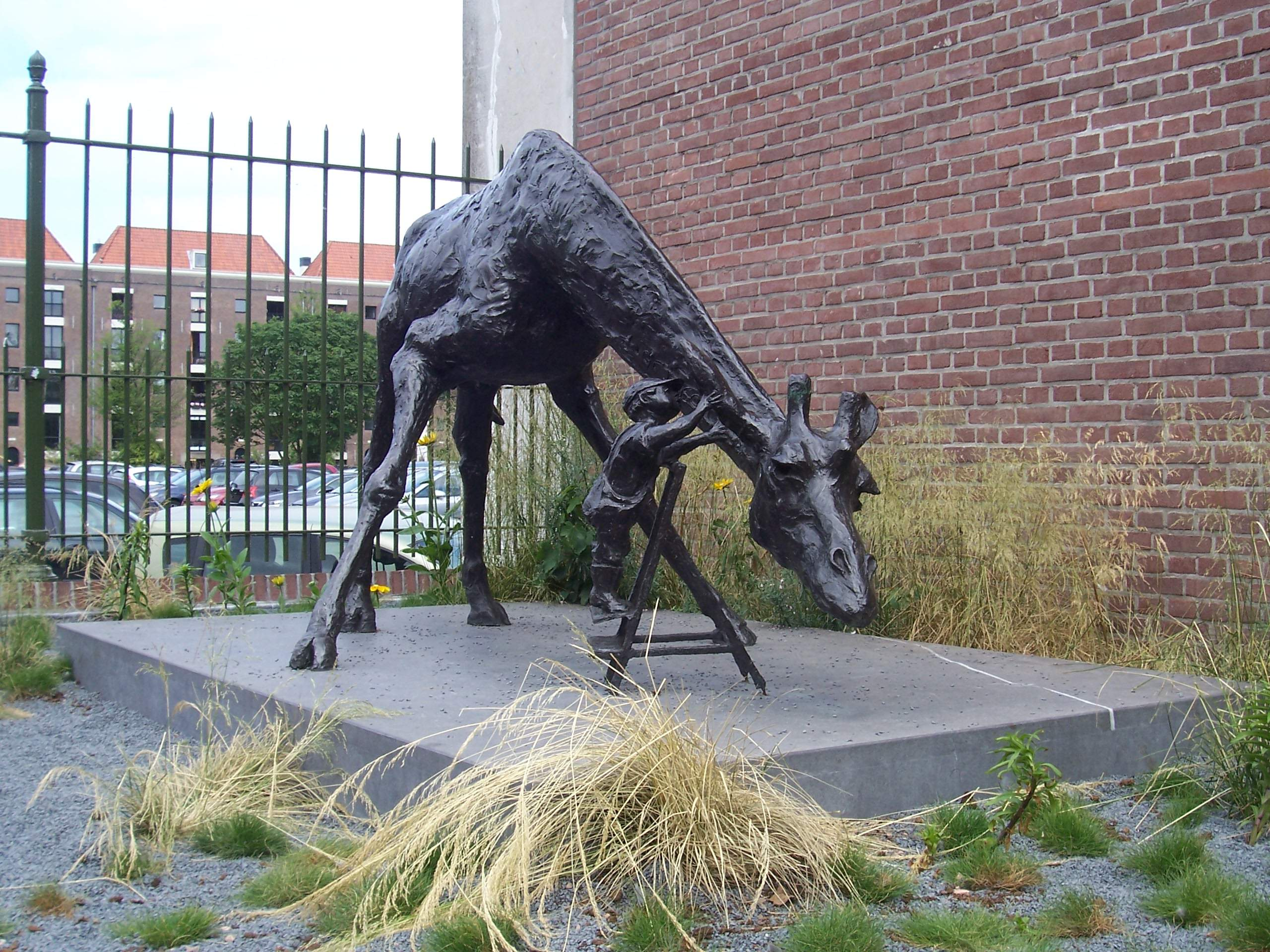
Beeld van Dikkertje Dap van Frank Rosen in Artis, Amsterdam

Dikkertje Dap is een kinderversje van Annie M.G. Schmidt uit 1950. Het verscheen voor het eerst op 3 juni 1950 op de kinderpagina van Het Parool, samen met een tekening van Wim Bijmoer. Later dat jaar zou Dikkertje Dap worden opgenomen in de bundel Het Fluitketeltje en andere versjes (1950). Het gedicht zou het beroemdste en populairste kindergedicht van Annie M.G.Schmidt worden. Midden jaren vijftig werd het op muziek gezet door Paul Christiaan van Westering.

## Het gedicht
Het gedicht gaat over een klein jongetje, Dikkertje Dap, dat 's morgens vroeg om kwart over zeven naar Artis gaat met een lange trap om zo met de giraf te praten. Eerst geeft hij het dier een klontje. Dan vertelt Dikkertje het dier over alles wat hij gekregen heeft (rode laarsjes voor de regen) en wat hij al kan (de eerste drie letters van het alfabet spellen en bijna rekenen en mooie poppetjes tekenen). Het dier staat versteld van Dikkertje Daps nieuwtjes. Dan vraagt het jongetje aan het dier of hij even stiekem van zijn nek af mag glijden, maar voegt eraan toe: “Denk je dat de grond van Artis als ik neerkom heel erg hard is?” De giraf staat dit toe, maar gaat niet in op de tweede vraag. Het jongetje glijdt van het dier af en belandt dan met een smak op de grond. “Boemmm Aaauwww!!!!” Tot slot bedankt Dikkertje Dap het dier en zegt dat hij morgen terug zal komen, met de trap.

## Muzikale versies
Dikkertje Dap is diverse malen op plaat vastgelegd. Een van de eerste was het kinderkoor De Leidse Sleuteltjes op de ep Kinderliedjes van Annie M.G. Schmidt uit 1956. De single kwam uit in 1959.
In 1959 kwam het kinderkoor Zingende Jeugd met een nieuwe opname op Philips Records. Het was hun eerste single met een echte titel. Voorgaande singles kregen de algemene titels Zing ze maar mee etc. Al snel werd de naam van het kinderkoor gewijzigd in Damrakkertjes, zodat er onder beide namen singles en ep’s met de titel Dikkertje Dap verschenen. Ook van dat koor kwamen diverse heruitgaven.
In 1967 verscheen er een single van het Henk van der Velde's Kinderkoor bij Platenmaatschappij Artone.
Dikkertje Dap is sinds die tijd nooit weggeweest. In 1981 kwamen The Chicklets, opnieuw een kinderkoor, met een nieuwe versie. In 1989 gevolgd door Herman van Veen. Hij koppelde het vrolijke Dikkertje Dap aan het droeve Kusje. Herman van Veen haalde er de Nederlandse en Belgische hitparades niet mee.
Die hitparade was wel weggelegd voor VOF de Kunst. Zij brachten in 1990 als eerbetoon aan Annie M.G. Schmidt het album Dikkertje Dap uit met op muziek gezette gedichten van de schrijfster. Het album met daarop ook het nummer Dikkertje Dap werd een groot succes en stond bijna een jaar lang in de Album Top 100.

### Hitnotering VOF De Kunst

#### Nederlandse Single Top 40
| Positie: | 39 | 33 | 36 | uit |

#### NederlandseSingle Top 100
| Positie: | 86 | 68 | 58 | 42 | 32 | 37 | 55 | 100 | uit |

## Film
In 2017 kwam onder regie van Barbara Bredero de kinderfilm Dikkertje Dap uit. De film bouwt voort op het kinderversje van Annie M.G. Schmidt. Dikkertje Dap wordt gespeeld door Liam de Vries. De film werd in 2018 op het 13e International Film Festival In the Family Circle in de Russische stad Jaroslavl bekroond met zowel de juryprijs als de publieksprijs.

## Trivia
- In André van Duins sketch De Buurtsuper (1995) vraagt Van Duin aan de winkelier om dipsaus. De verkoper stelt hem uiteindelijk "Dippertje Dapsaus" voor, maar wanneer Van Duin die wil uitproberen, blijkt dat de winkelier die niet eens verkoopt.
- In het Agent 327-album Het pad van de schildpad (2001) gaat IJzerbroot op onderzoek uit in Diergaarde Blijdorp. Wanneer hij probeert een misdadiger die per helikopter wegvlucht te arresteren, stort hij echter uit het toestel. Terwijl hij in strook B39 vanuit de lucht dreigt neer te storten op de grond van Diergaarde Blijdorp zegt hij: "Ik ben eigenlijk helemaal niet nieuwsgierig of de grond hier net zo hard is als die in Artis!!"

## Erkenning
In 1995 werd er in Kapelle, de geboorteplaats van Schmidt, een standbeeld van Dikkertje Dap onthuld. Dit beeld is in 2013 gestolen. In 2015 werd een nieuw beeld met de naam Stairway to Heaven onthuld dat de trap uit het verhaal voorstelt. In 1995 werd ook in dierentuin Artis in Amsterdam een standbeeld van Dikkertje Dap onthuld. Hiervan is Frank Rosen de kunstenaar.
In 2007 werd Dikkertje Dap door het Nederlandse publiek verkozen tot het meest geliefde versje van Annie M.G. Schmidt in het kader van de jaarlijkse Annie M.G. Schmidt-week. In 2010 vond deze voor de achtste keer plaats. Tegelijk met de start van deze week was de opening van de expositie Pluk in Madurodam.